# Cross Country (enduro)
|  | No s'ha de confondre amb Ral·li Cross Country. |

|  | Per a altres significats, vegeu «Cross country». |

Dins l'esport del motociclisme, es coneix com a Cross Country (abreujat XC) una modalitat de curses fora d'asfalt que combina característiques de l'enduro i el motocròs. Tal com passa en aquesta segona modalitat, els participants surten tots alhora i corren els uns contra els altres fent voltes a un circuit tancat en què guanya el primer a arribar a la meta. Contràriament, però, el circuit pot ser molt llarg i constar d'obstacles de tota mena, des dels clàssics salts i desnivells del motocròs a les habituals tarteres, roques, arrels, rius i "trialeres" que hom pot trobar en una prova d'enduro clàssic. A més, si una cursa de motocròs dura de mitjana uns 30 minuts, una de Cross Country pot durar tres hores. Tot això fa que, generalment, es consideri el Cross Country com a una variant de l'enduro.
Cal no confondre el Cross Country amb els ral·lis Cross Country, més comunament anomenats ral·lis raid o, simplement, raids, que són proves cronometrades de llarga durada en què els participants recorren grans distàncies en solitari per deserts i erms. El ral·li Cross Country per excel·lència és el Ral·li Dakar.

## Història
La denominació de Cross Country es va fer servir per primer cop als Estats Units a mitjan dècada del 1980. El 1984, l'inicial campionat Wiseco 100 Miler Series, estrenat el 1979, es va rebatejar com a Grand National Cross Country. Les Wiseco Series, al seu torn, eren hereves de la primera prova d'aquesta mena que es va disputar al país, la Blackwater 100 de 1975, en què el nombre 100 indicava el total de milles que havien de recórrer els participants pels volts del riu Blackwater, a la Virgínia Occidental.
A les curses del Grand National Cross Country, els pilots recorren extensos recorreguts tot terreny de 8 a 12 milles de longitud i una durada de fins a 3 hores. Són curses físicament exigents i sovint congreguen fins a 2.200 pilots que corren per pistes en què han de travessar des de boscos fins a turons, fang, roques, arrels, trams de circuits de motocròs i altres obstacles. El campionat és actualment un dels més prestigiosos d'aquesta modalitat i ha inspirat diverses curses i campionats arreu d'Europa. A Suècia hi destaca la Gotland Grand National, una cursa anual que compta amb milers de participants arribats de tot el món. La prova es disputa a l'illa de Gotland, dins els terrenys d'un camp de maniobres militars.
A l'estat espanyol s'hi celebra el Campionat d'Espanya de Cross Country des del 2005. Les curses puntuables per a aquest campionat discorren per traçats que poden travessar camins rurals, circuits de motocròs i tota mena de terreny forestal (trialeres, tallafocs, etc.). Els participants corren tots alhora i guanya qui arriba abans a la meta. El circuit ha de tenir una longitud mitjana, ja que la durada d'una volta completa no hi pot ser inferior a 10 minuts ni superior a 20. Les curses duren dues hores i mitja.